# Pilgrimsveronika
Pilgrimsveronika (Veronica peregrina) är en växtart i familjen grobladsväxter.